# Justyna Kowalczyk

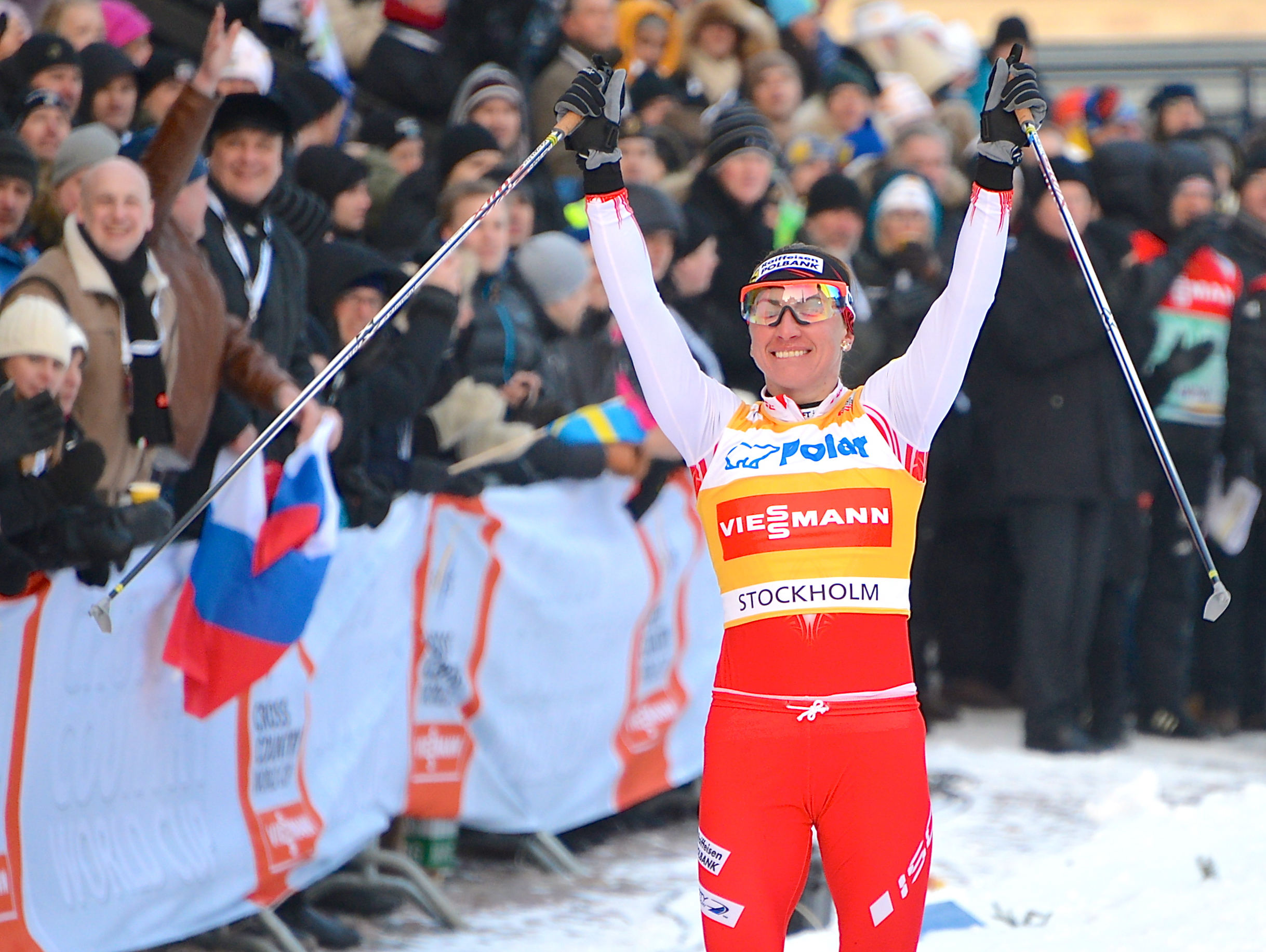
Justyna Kowalczyk går i mål som segrare på Royal Palace Sprint 2013.

Justyna Maria Kowalczyk-Tekieli, född 19 januari 1983 i Limanowa, är en polsk längdskidåkare. Kowalczyk har tävlat i världscupen sedan 2001. 2015 kom hon först av damerna i Vasaloppet.

## Biografi

### Tidig karriär och avstängning
Justyna Kowalczyk tog silver i sprint i junior-VM 2003 i Sollefteå. I VM 2005 i Oberstdorf kom hon på fjärde plats i 30 km klassisk stil, men blev diskvalificerad sedan ett doping-prov som tagits vid en tävling före mästerskapen visat att hon hade haft dexamethason i blodet. Dexamethason är en inflammationshämmande substans som visserligen är tillåten under träning men inte under tävling. Kowalczyk hade en längre tid haft problem med ena hälsenan, och läkemedlet hon hade fått utskrivet av sin läkare innehöll substansen. Den 23 januari 2005 hade hon kraftiga smärtor och tog en halv tablett före en tävling.
Internationella Skidförbundet FIS avstängde Kowalczyk i två år, en dom som dock visade sig felaktig. Dexamethason fanns nämligen på listan över så kallade ”specificerade substanser”, substanser som man kan få i sig av misstag, och maximistraffet för att ta en sådan substans är ett år. FIS reducerade domen till just ett år.
Kowalczyk överklagade till idrottens skiljedomstol CAS. I sitt beslut riktade CAS kritik mot FIS dopingpanel för att man inte bara hade gjort fel i början då man klassificerat dexamethason felaktigt, utan också senare då man dömde Kowalczyk till maximistraffet ett år utan att ta hänsyn till hennes försvar att hon inte hade använt substansen i prestationshöjande syfte. CAS menade att Kowalczyk hade underbyggt sitt försvar att hon inte hade använt substansen för att förbättra sina prestationer. Hon hade skickat in medicinska intyg till FIS dopingpanel som bevis på att hon använt substansen för att lindra sina problem med hälsenan. Å andra sidan hade Kowalczyk visat slarv och försumlighet, men detta kunde inte motivera ett helt års avstängning. CAS beslutade därför att avstängningen skulle ta slut samma dag som beslutet togs, den 8 december 2005. Kowalczyk hade då varit avstängd i tio och en halv månad. Den slutgiltiga motiveringen till denna avstängning var att hon agerat slarvigt och försumligt.

### Olympiska vinterspelen 2006
Kowalczyk blev vid tävlingar i estländska Otepää trea på 10 km klassiskt. Det var hennes första pallplats i världscupen. Hon tillhörde inte någon av de stora favoriterna inför Olympiska spelen men gjorde trots det ett bra mästerskap. Hon slutade åtta i den inledande dubbeljakten, 44:a i sprint men framför allt blev hon bronsmedaljör på den avslutande masstarten över 30 km. 

### Åren 2007–2008
Under säsongen 2006/07 vann hon sin första tävling i världscupen, även denna gång var det i Otepää där hon vann 10 km klassiskt. Hon deltog vid VM 2007 i japanska Sapporo men gjorde inget bra mästerskap. Hennes bästa resultat blev en nionde plats i jaktstarten. Säsongen 2007/08 innehöll inga mästerskap så fokus låg på världscupen. Denna säsong blev Kowalczyk sex gånger topp-tre i en världscupstävling, varav en seger. 

### Säsongen 2008/09
Säsongen 2008/09 blev en stor framgång för Kowalczyk. I världscupen vann hon fem tävlingar och slutade som segrare i den totala världscupen. Hon deltog även vid VM 2009 i tjeckiska Liberec där hon nådde stora framgångar. Hon blev bronsmedaljör på 10 km klassiskt, 11,5 sekunder efter segraren Aino-Kaisa Saarinen. Därefter vann hon dubbla guld, både i dubbeljakten och på 30 km fristil. Gulden blev Polens första i längdskidåkning sedan 1978.

### Säsongen 2009/10
Den efterföljande säsongen 2009/10 blev ännu bättre för Kowalczyk än säsongen innan. Förutom segern i den totala världscupen vann hon även Tour de Ski. Inför den avslutande jaktstartsetappen var hon 31 sekunder efter slovenskan Petra Majdič, men i mål var hon 19 sekunder före. 
Hon deltog även vid Olympiska vinterspelen 2010 där hon inledde med en femteplats på 10 km fritt. Därefter blev hon silvermedaljör i sprint, slagen endast av Marit Bjørgen. I dubbeljakten blev återigen Bjørgen för svår, och denna gång även Anna Haag, och Kowalczyk fick nöja sig med bronset. I masstarten över 30 km blev det åter en kamp mellan Kowalczyk och Bjørgen där polskan till slut vann en rafflande spurtduell med 0,3 sekunder.

### Säsongen 2010/11
Justyna Kowalczyk vann Säsongens upplaga av Tour de Ski. Hon vann med 1:21 minuter före tvåan Therese Johaug från Norge. Därmed vann hon en miljon kronor samt fick 400 nya världscuppoäng och därmed är överlägsen ledare i världscupen efter Touren.
Vid VM i Oslo inledde Kowalczyk mästerskapet med att bli femma i sprinten i klassisk stil. Två dagar senare blev hon silvermedaljör i dubbeljakten slagen av Marit Bjørgen. På 10 km klassiskt var Kowalczyk som startade sist länge i ledningen men på den sista kilometern tröttnade hon och blev åter tvåa även denna gång bakom Bjørgen.
Justyna Kowalczyk vann den totala världscupen 2010/11 överlägset trots att Marit Bjørgen tog fler segrar, detta berodde sannolikt på att Kowalczyk bärgade inte mindre än 732 världscuppoäng i och med sin seger i Tour de Ski där Bjørgen inte ställde upp.

### Säsongen 2011/12
I säsongens inledning var Marit Bjørgen ofta överlägsen och det var inte ovanligt att fem-sex stycken av de tio främsta i ett lopp var från Norge. Kowalczyk inledde säsongen ganska tveksamt, hon hade hela tiden sagt att säsongens stora mål var Tour de Ski. När det blev dags för touren vann Kowalczyk de tre inledande etapperna och såg ut att gå mot segern när Bjørgen jämnade ut oddsen genom att vinna fyra raka. Inför sista etappen ledde Kowalczyk med 11 sekunder, ett försprång som inte höll särskilt länge, men när den tunga klättringen inleddes kunde Kowalczyk gå ifrån och vinna Tour de Ski för tredje året i rad.
Precis som många trott blev världscupen en duell mellan Kowalczyk och Marit Bjørgen. De två var oerhört jämna under hela säsongen och de två vann samtliga distanslopp med individuell start. Therese Johaug var den enda som kunde matcha dem i enstaka tävlingar. Mot slutet av säsongen dominerade Bjørgen som bland annat vann tremilen i Holmenkollen överlägset och hon kunde också ta hem den totala världscupen före Kowalczyk och Johaug

### Säsongen 2012/13
Justyna Kowalczyk vann den totala världscupen 2012/13 överlägset.

### Säsongen 2013/14
Hon vann OS-guld på 10 km klassisk stil.

### Säsongen 2014/15
Hon satsade mer på långlopp och vann Vasaloppet.

### Säsongen 2015/16
Hon vann Årefjällsloppet.

### Säsongen 2016/17
Hon vann Birkebeinerrennet och ett världscuplopp.

## Sagt om och av Kowalczyk
- "En mycket seriös och ödmjuk person som jag personligen betraktar som en oslipad diamant." - Ulf Olsson, Kowalczyks vallare
- "Kowalczyk är en extrem skidåkare. Hon ligger ute på läger i över 300 dygn om året och gör inget annat än att träna och tävla. Jag har aldrig sett något liknande och jag tror ingen annan tränar så hårt." - Ulf Olsson, Kowalczyks vallare
- "Efter att ha blivit avstängd, grät jag i min ensamhet i en eller två dagar. Jag trodde till och med att jag skulle göra mig själv något ont, men jag reste mig och sa till alla som hade räknat bort mig: Jag ska visa er!" - Justyna Kowalczyk
- "Jag testas ofta, men så ska det vara och jag litar på att andra lämnar lika många prover. Det är jobbigt att hålla reda på var man ska vara varje dag långt framåt, så att testarna ska kunna komma när de vill, men jag stöder verksamheten. Jag är för ren idrott, vi ska slåss mot dopningen." - Justyna Kowalczyk

## Utanför skidspåren
Justyna Kowalczyk var 2020-2023 gift med bergsbestigaren Kacper Tekieli och har en son född 2021 med honom. Maken omkom i maj 2023 i en lavin under ett klättringsförsök på Jungfrau.